# Juan Izquierdo
Fray Juan Izquierdo, O.F.M., (Palos de la Frontera, c. 1547-1602) fue un religioso español, obispo de Yucatán desde 1587 hasta su fallecimiento.

## Palos de la Frontera, los franciscanos y la evangelización de América
Cuando se habla del papel que ha desarrollado el pueblo de Palos de la Frontera en la Historia de América, suele pensarse, casi exclusivamente, en los acontecimientos relacionados con la preparación y ejecución del primer viaje colombino. Pero, poco a poco, la investigación y el estudio nos van perfilando múltiples actuaciones en las que los palermos se muestran como destacados protagonistas en la colonización del Nuevo Mundo, siempre pioneros, construyendo los pilares de una nueva sociedad, de una nueva cultura, y participando activamente en la evangelización.
Desde el fundamental apoyo que fray Antonio de Marchena y fray Juan Pérez prestaron a Cristóbal Colón cuando su ánimo desfallecía ante la adversidad, el Convento franciscano de Santa María de La Rábida siguió atentamente la evolución de los acontecimientos, erigiéndose en uno de los primeros focos de la evangelización americana. Como es lógico, la influencia del convento rabideño, propició que destacaran especialmente los franciscanos entre los primeros evangelizadores de América palermos, como fray Juan de Palos, fray Juan Cerrado, fray Pedro Salvador, fray Alonso Vélez de Guevara, fray Juan Quintero, fray Thomás de Narváez y fray Francisco Camacho, que tomaron en su mayoría los hábitos en México y Lima. También por influencia del convento de La Rábida, predicaron en América los clérigos Pedro Fernández, Lope Quintero, y Diego Jurado.

## El obispo Izquierdo
Palermo y franciscano fue también fray Juan Izquierdo, Obispo de Yucatán entre 1587 y 1602. Personaje controvertido, pues le tocó vivir momentos críticos de enorme tensión y responsabilidad, logró la consolidación de la Iglesia yucateca mediante una acertada reorganización de su Obispado y la introducción de importantes innovaciones y reformas. 
La fundación en su sede de Mérida de un seminario, verdadero centro cultural de la zona; la terminación de la catedral, en cuya cripta yace enterrado; sus frecuentes visitas controlando su obispado; su preocupación porque los misioneros aprendieran el chontal, la lengua nativa, para que fueran más eficaces en su evangelización, salvándola al mismo tiempo del olvido conjuntamente con tradiciones y costumbres de la cultura indígena; su obsesión porque los escasos recursos de una Iglesia ubicada en una tierra pobre y marginada estuvieran mejor distribuidos, nos definen a un fray Juan Izquierdo dinámico y efectivo, riguroso y enérgico, preocupado por llevar a cabo siempre las medidas que, a su juicio, iban a redundar en beneficio de la Iglesia que le había sido encomendada.